# Sarin (ster)
Sarin (delta Herculis) is een ster in het sterrenbeeld Hercules.